# Het Vrouwenhuis
Het Vrouwenhuis is een gebouw in Zwolle, waarin sinds 1987 een (kunst)historisch museum met dezelfde naam is gevestigd. Het monumentale pand was lang als oudevrouwenhuis in gebruik. Het museum toont hoe de bewoonsters er door de eeuwen heen leefden.

## Geschiedenis
Omstreeks 1680 bewoonden Pieter Soury (1645-1695), burgemeester van Zwolle, en zijn vrouw Aleijda Wolfsen (1648-1692), schilderes, dit huis aan de Melkmarkt te Zwolle. Zij kregen in totaal vijftien kinderen, waardoor het huis te klein werd. Ze kochten toen het huis dat aan de achterkant (Voorstraat) stond en verbonden de twee huizen met een overdekte gang, die zij door de houtsnijder Hermannus van Arnhem lieten versieren met bloemenslingers. De erfgenamen verkochten het pand in 1706 aan de ongehuwde en welgestelde Aleida Greve en haar zussen.
Het oudevrouwenhuis is gesticht na het overlijden van Aleida Greve in 1742. In haar testament uit 1719 stond dat het huis na haar dood verbouwd moest worden tot een oudevrouwenhuis voor vrouwen die lid waren van de hervormde kerk. Een van de eerste bewoonsters was Aleida's dienstmeid Sophia Jans.
Het beheer van de stichting bleef generaties lang in de familie van Aleida Greve, tot deze lijn ophield. De laatste directeur koos drie notabelen uit Zwolle die het huis in stand moesten houden en dit is tot op de dag van vandaag het geval. In 2017 bestond de stichting 275 jaar.

## Huidige functie
Na bijna 250 jaar dienst te hebben gedaan als oudevrouwenhuis, vertrok in 1984 de laatste bewoonster. Sindsdien zijn de bovenste verdiepingen veranderd in studentenwoningen. De begane grond is grotendeels intact gelaten, met interieurs van 1680 tot een bewoonsterskamertje uit 1980. De begane grond is een museum geworden, waar te zien is hoe de dames er door de eeuwen heen leefden. 
Er zijn ook schilderijen te zien van de monogrammist EM, van de jonge amateurschilderessen Cornelia van Marle, Sophia Holt, Anna Cornelia Holt en van stichteres Aleida Greve, die rond 1692 les kregen van de schilder Willem Beurs. Op de deur van de regentenkamer is rond 1700 een trompe-l'oeil geschilderd van een wuivende dame.